# Palacio Vistalegre
Palacio Vistalegre – hala sportowa znajdująca się w Madrycie. Obiekt został otwarty w 2000 roku i może pomieścić do 15 000 osób.
Jest używany przede wszystkim do koszykówki. W latach 2004–2010 była oficjalną halą Realu Madryt.

## Historia
W miejscu hali stała wcześniej arena walki byków, Plaza de Toros de Carabanchel, zbudowana w 1908 roku.
W 1980 roku została zamknięta, a plac stał pusty. W 1996 roku powstały plany wybudowania nowoczesnej areny.
Hala została otwarta w 2000 roku, oferując między 14 000 i 15 000 miejsc (w zależności od konfiguracji) i 1500 miejsc parkingowych.